# Homoneura loweri
Homoneura loweri är en tvåvingeart som beskrevs av Neal L. Evenhuis 1989. Homoneura loweri ingår i släktet Homoneura och familjen lövflugor. Inga underarter finns listade i Catalogue of Life.